# Material Girls
Material Girls is een Amerikaanse speelfilm uit 2006 onder regie van Martha Coolidge.

## Verhaal
De zussen Tanzie Marchetta (Hilary Duff) en Ava Marchetta (Haylie Duff) zijn eigenaresses van het familie-cosmeticafortuin. Wanneer er echter een groot schandaal plaatsheeft met bijbehorend onderzoek, raken de zussen hun fortuin kwijt en staat hun wereld op zijn kop.

## Rolverdeling
- Hilary Duff - Tanzie Marchetta
- Haylie Duff - Ava Marchetta
- Anjelica Huston - Fabiella
- Brent Spiner - Tommy
- Lukas Haas - Henry
- Faith Prince - Pam
- Marcus Coloma - Rick
- Obba Babatundé - Craig
- Maria Conchita Alonso - Inez

## Extra
Op IMDb, de bekendste filmsite, stond deze film in de zogeheten flop 100 a.k.a bottom 100. Ook is deze film door belangrijke critici afgewezen en beoordeeld met een van de vijf sterren.